# كوبر كوب
كوبر كوب (مواليد 15 يونيو 1993) هو لاعب كرة القدم أمريكية يلعب في نادي لوس أنجيليس رامز في الدوري الوطني لكرة القدم الأمريكية.

## وصلات خارجية
- كوبر كوب على موقع إي إس بي إن.كوم (أن.أف.أل)3
- كوبر كوب على موقع مرجع كرة القدم المحترفة.كوم (الإنجليزية)